# 下甑町長浜
下甑町長浜（しもこしきちょうながはま）は、鹿児島県薩摩川内市の大字。旧薩摩国甑島郡甑島郷長浜村、甑島郡下甑村大字長浜、薩摩郡下甑村大字長浜。郵便番号は896-1411。人口は646人、世帯数は304世帯（2020年10月1日現在）。
甑島列島の下甑島の中央部に位置している。長浜港には「高速船甑島」や「フェリーニューこしき」が寄港しており、長浜港を中心に民宿や飲食店、スーパーマーケットによる商業地が形成されている。

## 地理
薩摩半島の西部に浮かぶ甑島列島南部の下甑島の中央部に位置しており、下甑地域の最北端に位置する。東方は東シナ海に面している他、字域の西方には下甑町瀬々野浦、南方には下甑町青瀬、北方には鹿島町藺牟田がそれぞれ接している。
集落は芦浜、松原、浜口、刈浜、城の頭、城の中、町、大瀬の頭、大瀬の中の9地区からなる。住居などは主に長浜港の周辺に広がっており、薩摩川内市立長浜小学校、長浜郵便局などの公共施設が所在している。また、字域の西部には航空自衛隊のレーダー基地である下甑島分屯基地がある。

### 地名の由来
2004年（平成16年）刊行の「下甑村郷土誌」によると、長浜の地名の由来について、長崎鼻から尾山鼻までの2キロメートル、長浜川から脇鼻までのおよそ800メートルの刈浜が白砂の浜となっていることから、海岸の形状に由来しているのではないかと推察している。

### 山岳
- 尾岳 - 標高604.3m（甑島最高峰）[11][12]

## 歴史

### 成立から町村制施行まで
長浜という地名は江戸時代より見え、薩摩国甑島郡甑島郷（外城）のうちの長浜村であった。村高は「三州御治世要覧」では173石余、「旧高旧領取調帳」では225石余であった。江戸時代の測量家である伊能忠敬が著した「九州東海辺沿海村順」によると家の数は180であったと記されている。
江戸時代の一向宗（浄土真宗）に対する薩摩藩の取り締まりは厳しく、天保6年に起こった天保の法難では長浜村の全体が焼き払われ、その他にも甑島の各村にあった一向宗の仏像や経典などは焼却されるなどされたとされている。
また、キリスト教ドミニコ会の宣教師であるフランシスコ・モラレスは長浜に上陸し、慶長7年（1602年）から慶長14年（1609年）まで布教活動を行っており、天主堂も建設されていたという。

### 町村制施行以降
1889年（明治22年）に町村制が施行されたのに伴い、下甑島にあった下甑島にある手打村、片野浦村、瀬々野浦村、青瀬村、長浜村、藺牟田村の6村が合併し下甑村が発足。江戸期の長浜村の区域は下甑村の大字「長浜」となった。翌年の1890年（明治23年）2月5日には、下甑村の条例「下甑村区会条例」によって町村制第64条及び第114条に基づく区である「第五区」が大字長浜一円を区域として設置された。
1895年（明治28年）に長浜港と川内港を結ぶ定期航路が開設された。1957年（昭和32年）に長浜港は下甑村管理の地方港湾となり、1964年（昭和39年）に鹿児島県管理の地方港湾になり、串木野市（現在のいちき串木野市）の串木野港と長浜港を結ぶ定期航路が発着するようになった。
2004年（平成16年）10月12日に下甑村が川内市、東郷町、入来町、祁答院町、樋脇町、鹿島村、上甑村、里村と新設合併し薩摩川内市が設置された。この市町村合併に伴い設置された法定合併協議会において大字名については「従前の村名を町名とし、これを従前の大字名冠したものをもって、大字とする」と協定され、旧村名である「下甑村」の村を町に置換え、従前の大字名である手打に冠することとなった。合併当日の10月12日に鹿児島県の告示である「 字の名称の変更」が鹿児島県公報に掲載された。この告示の規定に基づき即日名称の変更が行われ、大字名が「長浜」から薩摩川内市の大字「下甑町長浜」に改称された。

## 文化財

### 市指定
薩摩川内市が指定している文化財は以下のとおりである。
- 出羽踊

## 施設

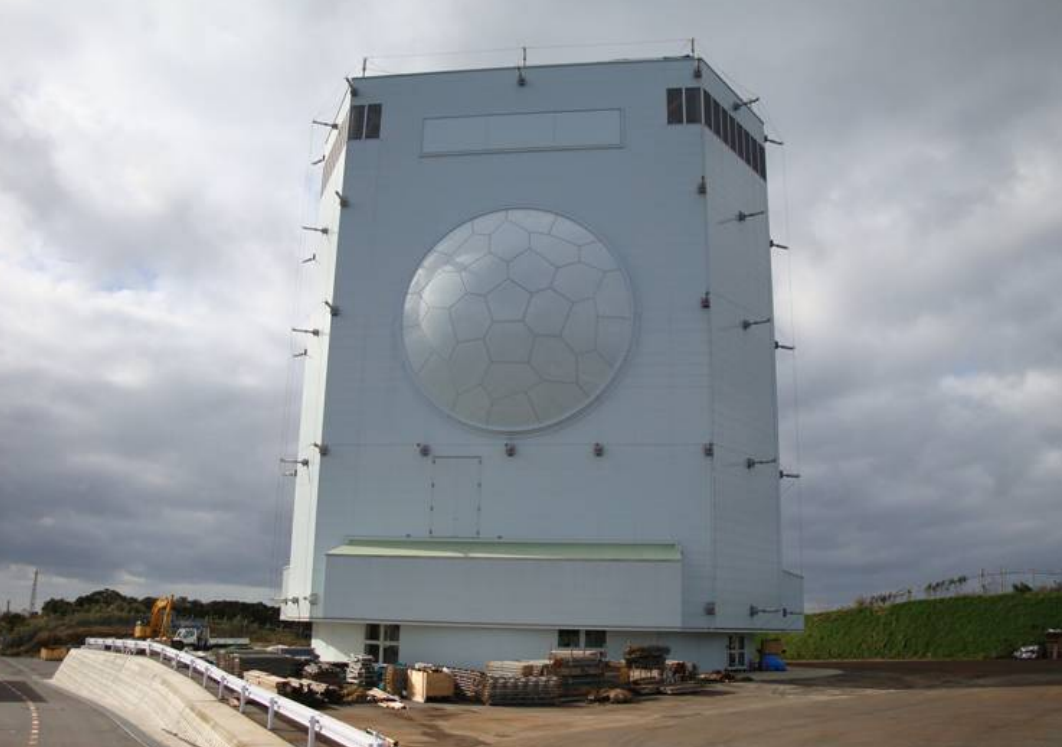
下甑島分屯基地に配備されているJ/FPS-5

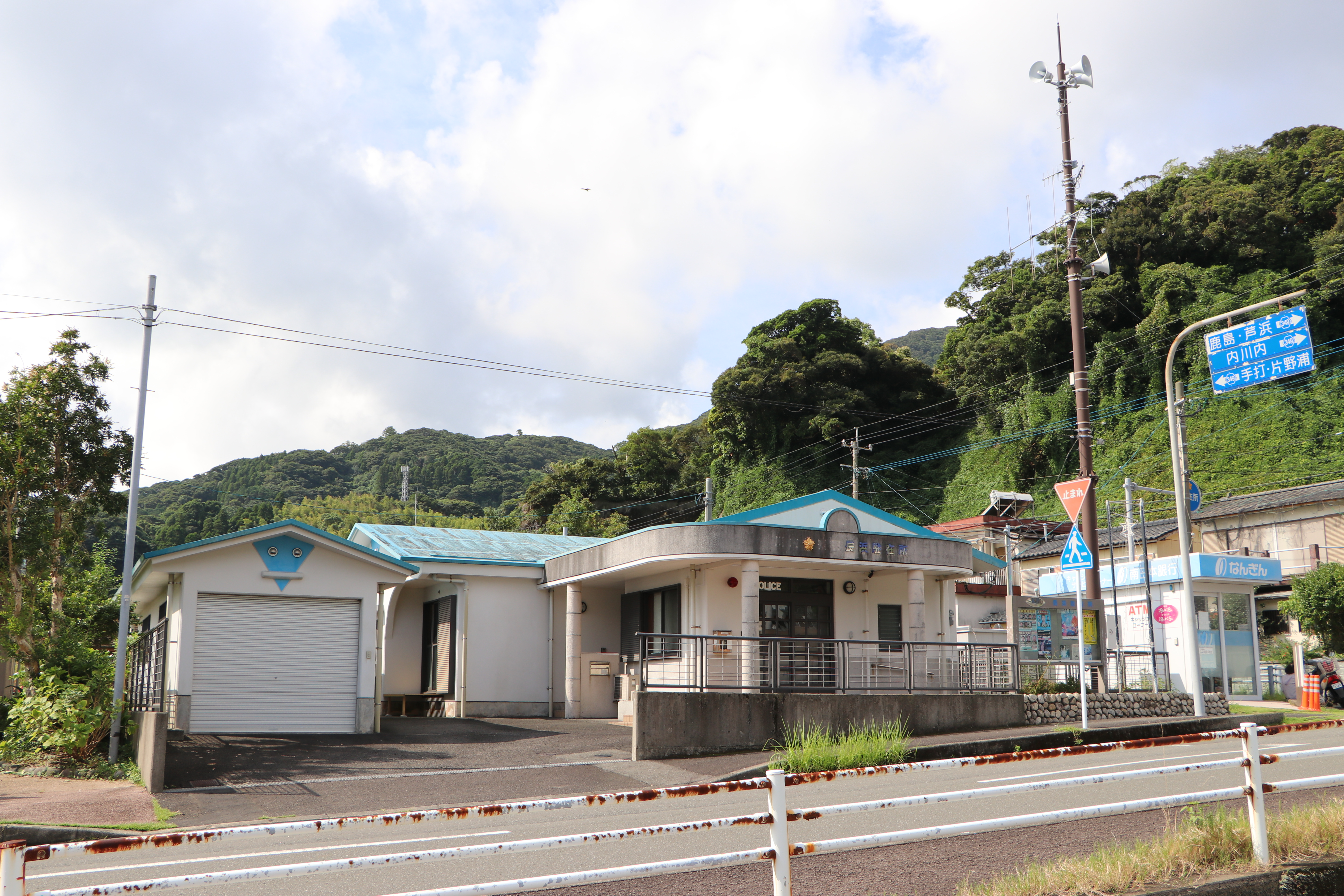
長浜駐在所

### 公共
- 航空自衛隊春日基地下甑島分屯基地[22]
1954年（昭和29年）にアメリカ空軍の電波探信儀を設置した基地として建設され、1958年（昭和33年）に航空自衛隊に移管されたものである[23]。
- 鹿児島県警察薩摩川内警察署長浜駐在所[24]
1891年（明治24年）に長浜巡査駐在所として設置された[25]。
- 薩摩川内市消防局中央消防署下甑分駐所[26]
- 薩摩川内市下甑長浜診療所[26]
1960年（昭和35年）4月1日に「下甑村国民健康保険直営長浜診療所」として開設。1998年（平成10年）に移転し新築した[27]。
- 長浜地区コミュニティセンター[28]
- 下甑環境センター[29]
- 薩摩川内市地域包括支援センター甑島圏域サブセンター下甑事務所[30]
- 芦浜海水浴場

### 教育
- 薩摩川内市立長浜小学校[31]

### 郵便局
- 長浜郵便局[32]
1918年（大正7年）に長浜郵便局として設置された。当時は郵便・為替を取り扱っており、郵便集配業務は藺牟田郵便局（現在の鹿島郵便局）が取り扱っており、芦浜で受け渡しを行っていた[25]。1935年（昭和10年）に郵便集配業務を開始した[25]。

### 寺社
- 敷塩神社[33]
- 越路大明神
- 長光寺[33]

## 人口
以下の表は国勢調査による小地域集計が開始された1995年以降の人口の推移である。
| 年                 | 人口 |
| ------------------ | ---- |
| 1995年（平成7年）  | 952  |
| 2000年（平成12年） | 953  |
| 2005年（平成17年） | 914  |
| 2010年（平成22年） | 924  |
| 2015年（平成27年） | 794  |
| 2020年（令和2年）  | 646  |

## 教育
下甑町長浜には2020年現在「薩摩川内市立長浜小学校」が設置されており、かつては「下甑村立長浜中学校」、「薩摩川内市立長浜小学校付属幼稚園」が設置されていた。

### 高等教育
長浜には高等学校が設置されておらず、また甑島列島内にも全日制高校や通信制高校の学習センターは設置されていない。甑島列島内の高校受験生は、学区の制約なく県内の全ての県立高校へ進学できるため、中学校卒業生の多くは九州本土などに転出して、島外の高校に進学する。

### 中学校
中学校はかつて「下甑村立長浜中学校」が設置されており、1947年（昭和22年）5月2日に開校式が挙行され、翌年には大字瀬々野浦の内川内地区に内川内分校を設置した。1978年（昭和53年）に閉校式が挙行され閉校した。
2020年現在、下甑町青瀬に設置されている薩摩川内市立海星中学校の通学区域となっている。

### 小学校
小学校は「薩摩川内市立長浜小学校」が設置されている。1880年（明治13年）に設立され、1886年（明治19年）に簡易小学校となる。1892年（明治25年）には尋常小学校となり、1902年（明治35年）には高等科を併設、1941年（昭和16年）に国民学校令施行に伴い長浜国民学校となり、1947年（昭和22年）に「長浜小学校」となった。1978年（昭和53年）に内川内小学校を統合、2012年（平成24年）4月1日には下甑町青瀬にある青瀬小学校、下甑町瀬々野浦にある西山小学校をそれぞれ統合した。

### 幼稚園
1967年（昭和42年）に長浜小学校PTA立幼児学級として設置され、翌年に長浜幼児学級となり、1971年（昭和46年）に「下甑村立長浜へき地保育所」となった。1978年（昭和53年）に「下甑村立長浜小学校附属幼稚園」となった。2009年（平成21年）4月1日に青瀬幼稚園、鹿島幼稚園と統合しかのこ幼稚園となり、幼稚園は下甑町青瀬に置かれた。

### 小・中学校の学区
2020年現在の市立小・中学校の学区（校区）は以下の通りである。
| 大字       | 小字 | 小学校                 | 中学校                 |
| ---------- | ---- | ---------------------- | ---------------------- |
| 下甑町長浜 | 全域 | 薩摩川内市立長浜小学校 | 薩摩川内市立海星中学校 |

## 交通

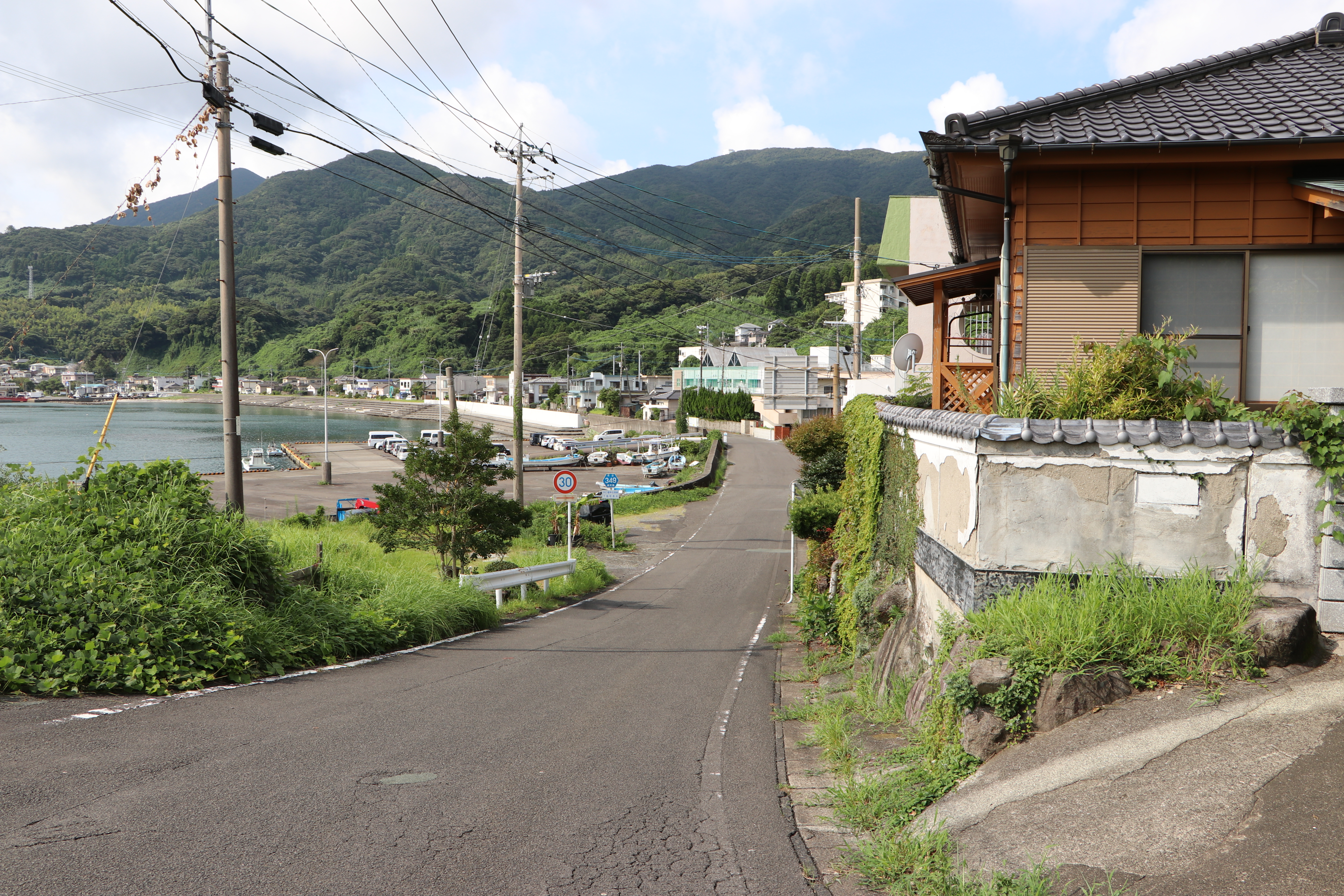
長浜集落を通る県道349号

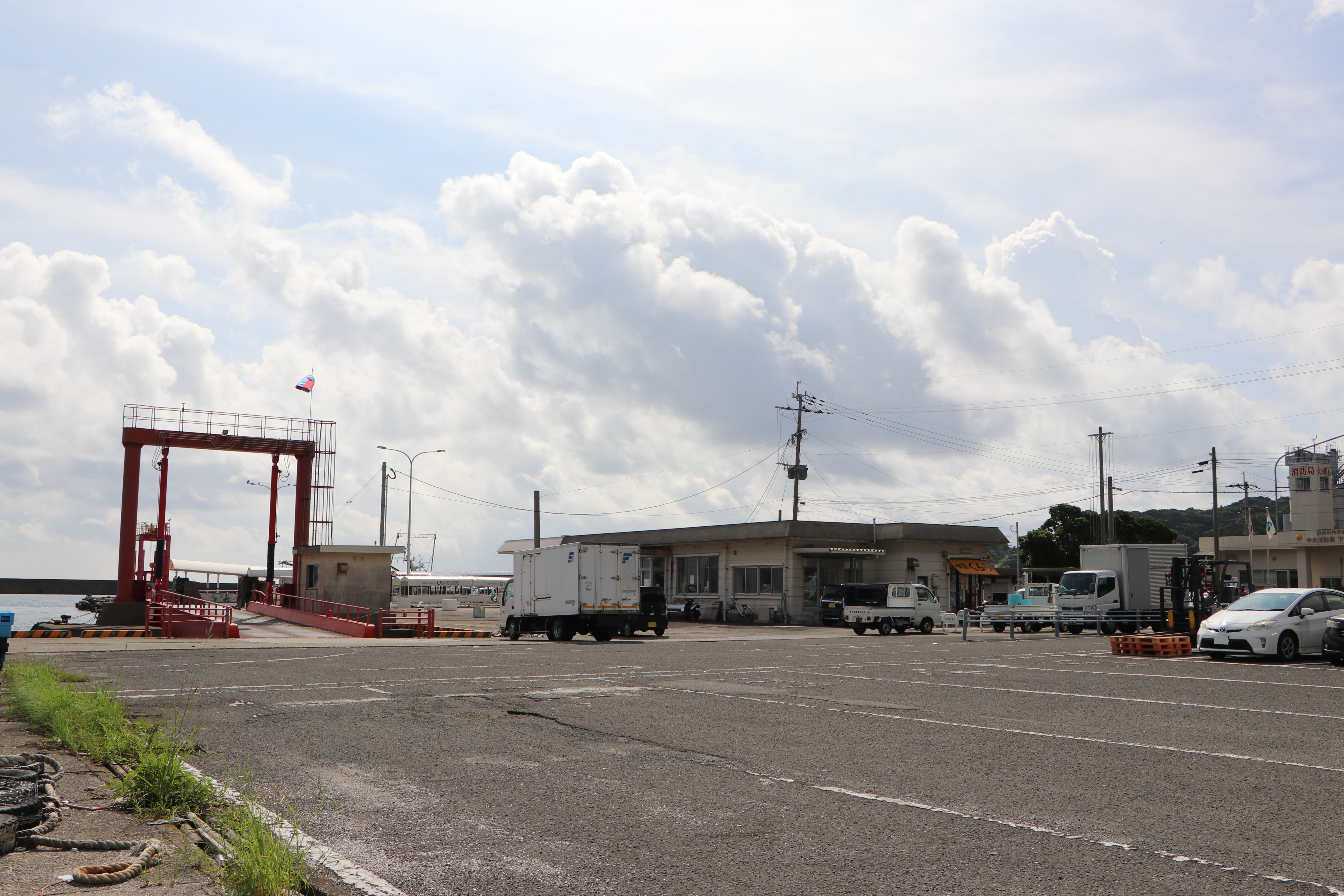
長浜港

旧下甑村の区域では唯一となる定期航路が発着する長浜港がある。長浜港から発着する定期航路の高速船とフェリーは建設資材や食料などの生活物資の輸送や鹿児島県の本土に当たる薩摩半島との唯一の交通手段になっており、島民の生活を支える重要な役割を担っている。
字域内を鹿児島県道349号手打藺牟田港線が海沿いを南北に通っており、芦浜付近からは山中を通り、鹿島町藺牟田方面へ接続している。また、長浜港周辺で瀬々野浦方面から延びる鹿児島県道350号長浜手打港線と交差している。

### 陸上交通

#### 道路
一般県道
- 鹿児島県道349号手打藺牟田港線
- 鹿児島県道350号長浜手打港線

#### バス
コミュニティバスである「甑かのこゆりバス」が運行されている。甑島列島を縦断する路線と、長浜港から下甑町瀬々野浦（瀬々野浦・内川内）までを結ぶ路線がある。長浜の区域にあるバス停は2020年（令和2年）現在以下のとおりである。
- こしき縦貫バス（手打港 - 里港）
大瀬入口 - 診療所前 - 長浜橋 - 長浜港 - 金井川 - 敬老園前 - 越路 - 芦浜 - 芦浜橋
- 長浜・瀬々野浦線
長浜港 - 金井川 - 敬老園前 - 長浜浄水場 - バイパス入口 - 自衛隊前

### 海上交通

#### 港湾
- 長浜港 - 串木野港及び甑島各地へのフェリー、高速船が就航している[9][49]。
  - フェリーニューこしき（串木野港 - 里港 - 鹿島港 - 長浜港）
  - 高速船甑島（川内港 - 里港 - 長浜港）